# Kadaňské kaolinové závody
Kadaňské kaolinové závody se nacházejí na předměstí města Kadaně. Byly založeny v druhé polovině 19. století kadaňským podnikatelem Friedrichem Döllem. Ve více než stoleté tradici těchto závodů nyní pokračuje BRISPOL a.s. ve spolupráci s těžařským podnikem Kerakaolin Kadaň.

## Historie

velvo

Již ve středověku se před tzv. Hrnčířskou brankou, která byla součástí předměstského opevnění města Kadaně, nacházelo tzv. Hliniště, odkud svou surovinu dobývali kadaňští hrnčíři. Nejstarší zprávy o systematické těžbě kaolinu na Kadaňsku však pocházejí teprve z roku 1780.
V roce 1878 dal podnikatel Friedrich Döll vzniknout novým kaolinovým dolům v Buškovicích u Podbořan. Do jejich provozu pak kapitálově vstoupila roku 1889 vídeňská firma Petzold & Comp.. Díky tomu mohl Döllův podnik dále expandovat a roku 1890 byla zahájena těžba na východním předpolí Kadaně ve zkaolinizované kadaňské rule. Tyto doly, významně rozšířené v roce 1913, byly tehdy společně s plavírnou a úpravnou surového kaolinu propojeny průmyslovou lanovou dráhou. Kadaňský kaolin se tehdy uplatňoval zejména v papírenském průmyslu, při výrobě užitkové a stavební keramiky a žáruvzdorných materiálů. Roku 1903 byla na železniční trati Kadaňských lokálních drah zbudována přímo naproti závodu nová železniční stanice Kadaň – Kaolinové závody (nyní železniční stanice Kadaň předměstí), která sehrála významnou roli při usnadnění distribuce výrobků zdejšího závodu. 
Po rozpadu Rakouska-Uherska vznikl v roce 1922 samostatný podnik Petzold-Döll Werke Kaaden, jehož součástí byly kaolinové doly v Kadani, Hlubanech a Nepomyšli, vápenka v Buškovicích, a především kadaňská šamotárna. Centrála tohoto podniku úřadovala v Kadani, zatímco jeho generální ředitelství koordinující export sídlilo v Praze. Podnik tehdy produkoval zejména surový, plavený a kalcinovaný kaolin, šamotové kameny, ale též vápenec a křemencové písky. Továrník Friedrich Döll, stejnojmenný potomek zakladatele podniku, hledal v Kadani pro svou rodinu reprezentativní rezidenci, kterou se nakonec roku 1936 stala novorenesanční Villa Ehrler (čp. 581) na tehdejší Nádražní třídě (nyní třída Kpt. Jaroše) na Prunéřovském předměstí. 
V průběhu druhé světové války, kdy se Kadaň stala součástí nacistického Německa, resp. Říšské župy Sudety, pracovali ve firmě také váleční zajatci a nuceně nasazení z Protektorátu Čechy a Morava. Rodina Döllových přišla o svůj majetek hned roku 1945, kdy jim byla vila i s kadaňským průmyslovým areálem zkonfiskována na základě dekretů prezidenta Edvarda Beneše.
Kadaňské provozovny původního závodu byly roku 1946 nejprve začleněny do Severočeských závodů kaolinových a hlinných Podbořany, ještě téhož roku se však staly součástí národního podniku Rakovnické keramické závody. Radikální změna nastala po roce 1948, za dob komunismu, v rámci plošného zestátnění průmyslu a jeho reorganizaci podle sovětského vzoru.
Novou transformací tak roku 1950 vznikly samostatné Kadaňské keramické závody (KKZ), které pod „budovatelským“ heslem: Pomáháme těžkému průmyslu, šířily povědomost o značce KKZ v celém tehdejším Československu. Mezi lety 1956 až 1961 patřil kadaňský podnik pod Podbořanské keramické závody, následně došlo k jeho připojení k Severočeským keramickým závodům Most, kdy se podnik specializoval zejména na výrobu žáruvzdorných materiálů. 
Roku 1994 byl podnik přeměněn na akciovou společnost Keramost. Od tohoto podniku odkoupila Kadaňskou šamotárnu v roce 2005 společnost REFRAMO, s.r.o., která se roku 2009 stala součástí společnosti SEEIF Ceramic. Již v roce 2016 však došlo k odštěpení a ustavení nové akciové společnosti REFRAMO KZK a.s. (v současné době součást společnosti BRISPOL a.s.) , která v provozu kadaňské šamotárny nadále pokračuje a ve spolupráci s těžařskou společností Kerakaolin Kadaň tak následuje více než stoletou tradici průmyslu těžby a zpracování kaolinu v Kadani. Také proto je okolní předměstská čtvrť již po desítky let mezi místními obecně známa jako tzv. Kaolinka.